# Stazione di Fiorenzuola
La stazione di Fiorenzuola è una stazione ferroviaria della linea Milano–Bologna, a servizio della città di Fiorenzuola d'Arda.

## Strutture e impianti

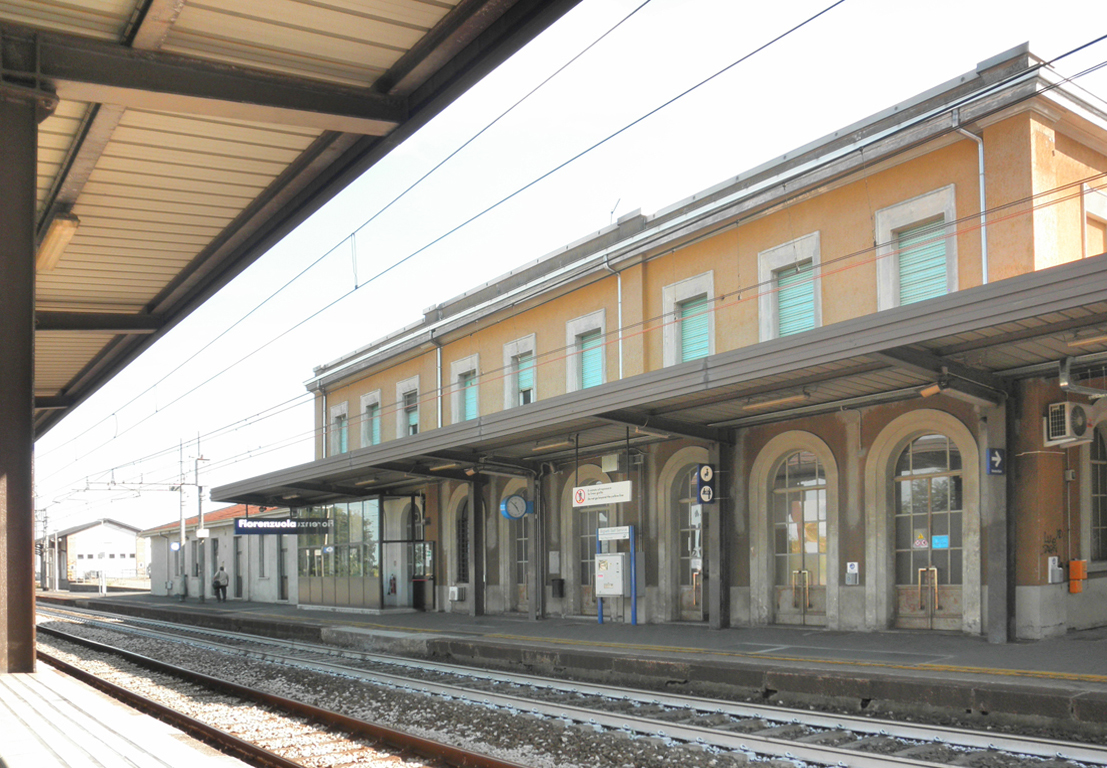
Il piazzale binari

La stazione è dotata di tre binari atti al servizio viaggiatori, un binario (1° est) senza marciapiede, di uno scalo merci e di raccordi.
I due binari di corretto tracciato sono il primo e il terzo, sono dotati di marciapiede e atti al servizio viaggiatori. Gli altri due binari, di precedenza, sono il secondo binario e il binario I est. Il binario I est, non dotato di marciapiede, viene utilizzato in genere per effettuare precedenze; da esso si accede allo scalo merci.
Sul fabbricato viaggiatori una targa ricorda il fatto che Giuseppe Verdi era solito partire per i suoi viaggi da questa stazione, che dista soli 17 km dalla tenuta di Sant'Agata, sua residenza.

## Movimento
La stazione è servita da treni regionali svolti da Trenitalia Tper nell'ambito del contratto di servizio stipulato con la regione Emilia-Romagna.
Lo scalo merci è attivo e interessato da treni di diverse imprese ferroviarie.
A novembre 2019, la stazione risultava frequentata da un traffico giornaliero medio di circa 2 298 persone (1 131 saliti + 1 167 discesi).

## Servizi
La stazione è classificata da RFI nella categoria silver.
La stazione dispone di:
- Biglietteria automatica
- Servizi igienici